# باركيرز كوسرود
باركيرز كوسرود (بالإنجليزية: Parkers Crossroads, Tennessee)‏ هي مدينة تقع بولاية تينيسي في وسط شرق الولايات المتحدة. تبلغ مساحة هذه المدينة 3.8 (كم²)، وترتفع عن سطح البحر 159 م، بلغ عدد سكانها 330 نسمة في عام 2010 حسب إحصاء مكتب تعداد الولايات المتحدة وتصل الكثافة السكانية فيها 63.6 نسمة/كم2.

## وصلات خارجية
- http://www.parkerscrossroad.org/
- The US50 - Cities and Towns in Tennessee State